# Атина (Фрозиноне)
Атина (итал. Atina) је насеље у Италији у округу Фрозиноне, региону Лацио.
Према процени из 2011. у насељу је живело 883 становника. Насеље се налази на надморској висини од 473 м.

## Географија
| Клима (Атина)            | Клима (Атина) | Клима (Атина) | Клима (Атина) | Клима (Атина) | Клима (Атина) | Клима (Атина) | Клима (Атина) | Клима (Атина) | Клима (Атина) | Клима (Атина) | Клима (Атина) | Клима (Атина) | Клима (Атина) |
| Показатељ \ Месец        | .Јан.         | .Феб.         | .Мар.         | .Апр.         | .Мај.         | .Јун.         | .Јул.         | .Авг.         | .Сеп.         | .Окт.         | .Нов.         | .Дец.         | .Год.         |
| ------------------------ | ------------- | ------------- | ------------- | ------------- | ------------- | ------------- | ------------- | ------------- | ------------- | ------------- | ------------- | ------------- | ------------- |
| Средњи максимум, °C (°F) | 8,9 (48)      | 10,6 (51,1)   | 11,2 (52,2)   | 16,2 (61,2)   | 20,3 (68,5)   | 25,4 (77,7)   | 28,9 (84)     | 29,1 (84,4)   | 24,9 (76,8)   | 19,2 (66,6)   | 13,3 (55,9)   | 10,3 (50,5)   | 29,1 (84,4)   |
| Средњи минимум, °C (°F)  | −0,2 (31,6)   | 1,1 (34)      | 3,4 (38,1)    | 6,0 (42,8)    | 10,5 (50,9)   | 15,2 (59,4)   | 17,5 (63,5)   | 17,6 (63,7)   | 15,2 (59,4)   | 10,8 (51,4)   | 5,0 (41)      | 1,6 (34,9)    | −0,2 (31,6)   |
| [ тражи се извор ]       |               |               |               |               |               |               |               |               |               |               |               |               |               |

## Становништво
Према резултатима пописа становништва 2011. у општини је живело 4.461 становника.
| 1931. | 1936. | 1951. | 1961. | 1971. | 1981. | 1991. | 2001. | 2011. |
| ----- | ----- | ----- | ----- | ----- | ----- | ----- | ----- | ----- |
| 5.628 | 5.601 | 5.961 | 5.018 | 4.536 | 4.808 | 4.692 | 4.484 | 4.461 |